# Michel Miaille
Michel Miaille (né en 1941 à Sète) est professeur émérite de droit et de sciences politiques de l'Université Montpellier 1, ancien directeur de l'UFR AES (Administration économique et sociale) (1990-1995), auteur de livres sur le droit et la laïcité.

## Biographie
Michel Miaille fait des études parallèles de droit et de sociologie, avant de faire une thèse sur la planification française (1969). Agrégé des Facultés de droit (1969), il est nommé professeur à la Faculté de droit d'Alger de 1970 à 1974. Nommé ensuite à l'Université Montpellier 1, il enseigne le droit public, l'histoire des idées politiques et l'épistémologie. Il préside le Département de Science politique, dirige le DEA et le 3e cycle de science politique ainsi que le Centre d'étude et de recherche sur la théorie de l'État (CERTE), consacré à la théorie du droit.
Il est directeur de l'UFR AES (Administration économique et sociale) de 1990 à 1995.
Parmi ses anciens élèves, on compte notamment Paul-Henri Antonmattéi, ancien directeur de l'UFR droit, Jean-Louis Autin, professeur.
Michel Miaille est grand maître de la Grande Loge mixte universelle de 2004 à 2006.
Il donne des conférences sur la laïcité, et est l'auteur d'un livre à ce sujet .

## Distinctions
Michel Mialle est chevalier dans l'Ordre national de la Légion d'honneur, officier dans l'ordre des Palmes académiques.

## Publications
- Michel Miaille, Une introduction critique au droit, Paris, Éditions Maspero, 1976, 388 p. (ISBN 2-7071-0879-0, BNF 34696778)., (traduit en italien, espagnol, portugais, arabe et grec)
- L'État du droit, 1978  (ISBN 978-2706101229) Presses Universitaires de Grenoble, (traduit en espagnol, grec et arabe)
- L'État de droit, 1987
- La Laïcité, 2014, Dalloz  (ISBN 978-2247125579)

### Contributions à des ouvrages collectifs
- « La société civile chez Marx entre utopie politique et réalité historique », chap. IV dans Penser le droit. La société civile et ses droits sous la direction de Benoît Frydman, Bruylant, Bruxelles, 2004
- « Le retour de l'État de droit. Le débat en France », in L'État de droit. Travaux de la mission sur la modernisation de l'État publiés sous la direction de Dominique Colas, PUF, 1987
- L'administration dans son droit. Genèse et mutation du droit administratif français, Publisud, 1985 (avec Michel Miaille, Paul Alliès, Jacqueline Gatti-Montain, Arlette Heymann-Doat, Jean-Jacques Gleizal)  (ISBN 978-2-86600-015-8)
- La voie et l'engagement : Fragments maçonniques avec Bruno Etienne  (ISBN 978-2908606799), Entrelacs, 23 mars 2012

### Quelques articles
- « L'État de droit dans la doctrine contemporaine », in Actuel Marx, « Les paradigmes de la démocratie » (dir. Jacques Bidet), mai 1994
- Le droit par l'image, in Droit et Société, 16, 1990